# Тропосфера
Тропосфéрата е най-ниската и най-плътна част от Земната атмосфера, разположена над повърхността на Земята. Средната ѝ височина е около 15 km.

## Състав и структура
Тропосферата има постоянен състав: 4/5 азот и 1/5 кислород. Температурата, налягането и влажността на тропосферата намаляват с нарастването на височината. С изкачването към горния край на тропосферата температурата намалява средно с 6 °C на километър, а налягането със 120 mbar/km. Понякога обаче се наблюдава и нарастване на температурата, наречено температурна инверсия. През 1925 г. официално са приети за нормални стойности: температура t=15 °C, налягане p=1013 mbar и относителна влажност e0=60 %. Тропосфера с такива параметри се нарича нормална тропосфера.
Височината на тропосферата нараства от полюса към екватора, като средните ѝ стойности са: над полюса 8 – 10 km, в умерените ширини 10 – 12 km, в тропичните и екваториалните райони до 16 – 18 km. В зависимост от сезонните промени и атмосферни циркулации се променя и нейната температура и височина. През лятото горната граница се издига, а през зимата височината ѝ намалява. Средната годишна температура в горната граница на тропосферата на екватора е − 65 °С, в умерените географски ширини е – 75 °С, а на северния полюс е – 47 °С.
Над тропосферата има междинен слой тропопауза, който я отделя от стратосферата.
Тропосферата е разделена на три подслоя:
- Ниска тропосфера. Простира се на височина от 0 до 1 – 1,5 km. Слоят до 50 – 100 m се нарича приземен граничен слой. Там най-силно се изразяват механичното и топлинното влияния на повърхността, които от своя страна влияят на метеорологичните процеси, протичащи през цялото денонощие. С увеличение на височината нараства и скоростта на вятъра.
- Средна тропосфера. Простира се на височина от 1 – 1,5 km до 6 – 7 km. В средния тропосферен слой се наблюдава и най-честото образуване на облаци и изваляване на валежите.
- Висока тропосфера. Простира се на височина от 6 – 7 km до тропопаузата. Във високата тропосфера температурата е винаги отрицателна и ветровете са по-силни в сравнение с по-ниските слоеве. За горна граница на тропосферата се приема височината, на която температурата престава да се понижава.

## Плътност и маса
В тропосферата въздухът има най-голяма плътност. Плътността на въздуха на морското равнище е около 1,2 kg/m3. Тя намалява с увеличаване на надморската височина, тъй като атмосферното налягане също намалява. Естествените разлики в барометричното налягане на всяка надморска височина възникват в резултат на времето. Тази разлика е относително малка за населените височини, но е много по-изразена във външната атмосфера и космоса благодарение на променливата слънчева радиация. Плътността на въздуха също се изменя при промени в температурата и влажността на въздуха. 
Общата маса на атмосферата е около 5,1 × 1018 kg, или около 0,00009 % от общата маса на Земята. Масата на атмосферата намалява с нарастване на височината в съответствие с намаляването на плътността на въздуха: 
- 50 % от масата на атмосферата се намира на височина до 5,6 km;
- 75 % от масата на атмосферата се намира на височина до 11 km;
- 90 % от масата на атмосферата се намира на височина до 16 km;
- 99,99997 % от масата на атмосферата се намира на височина до 100 km.

В тропосферата се съдържа средно около 80 % от масата на атмосферата.